# Bernardo Rico y Ortega
Bernardo Rico y Ortega, né à L'Escurial (Madrid) en 1825 ou 1830 et mort à Madrid le 9 décembre 1894, est un graveur espagnol qui a collaboré dans de nombreuses revues culturelles espagnoles, dont La Ilustración Española y Americana.
Il est le frère du peintre Martín Rico.

## Biographie
Disciple à Madrid de Vicente Castelló et de son oncle Calixto Ortega, il publie ses premières œuvres dans les revues Semanario Pintoresco Español et La Ilustración, pionnières en Espagne de la presse illustrée.
Il présente ensuite des gravures à l'Exposition nationale des beaux-arts de 1856, 1858 et 1864 deux médailles de troisième classe et un prix d'honneur en 1866.
Il illustre régulièrement les colonnes d’El Museo Universal ainsi que plusieurs romans : El cocinero de S.M., Luisa ó el ángel de redencion, Garibaldi y Diego Corriente et essais : Historia del Escorial, El drama de 1793, El Arte en España, Nuevo viajero universal, Historia de las armas de infantería y caballería, notamment.
Il collabore dans La Ilustración de Madrid (es), où il assiste notamment Marcelo Paris et Arturo Carretero y Sánchez ; il répondait à toutes les exigences de la gravure, signant ses œuvres et celles de ses nombreux disciples quand elles sortaient de l'atelier. Il fait de même dans La Ilustración Española y Americana, où il devient directeur artistique ; « [La Ilustración Española y Americana] doit en grande partie [à Rico y Ortega] sa prépondérance et expansion ».
Il devient président du Círculo de Bellas Artes. José Gutiérrez Abascal (es) déclarera dans un obituaire de La Correspondencia de España, à la suite de la mort de Bernardo Rico, que « peu d'estampes auront été publiées en Espagne depuis 1850 pour illustrer des romans, décorer des œuvres, reproduire des monuments, qui ne portent la signature de Bernardo Rico comme graveur ».
Mort le 9 décembre 1894, il est enterré dans un sarcophage du patio de Santa Gertrudis, dans le cimetière de Saint-Just de Madrid.

## Œuvre

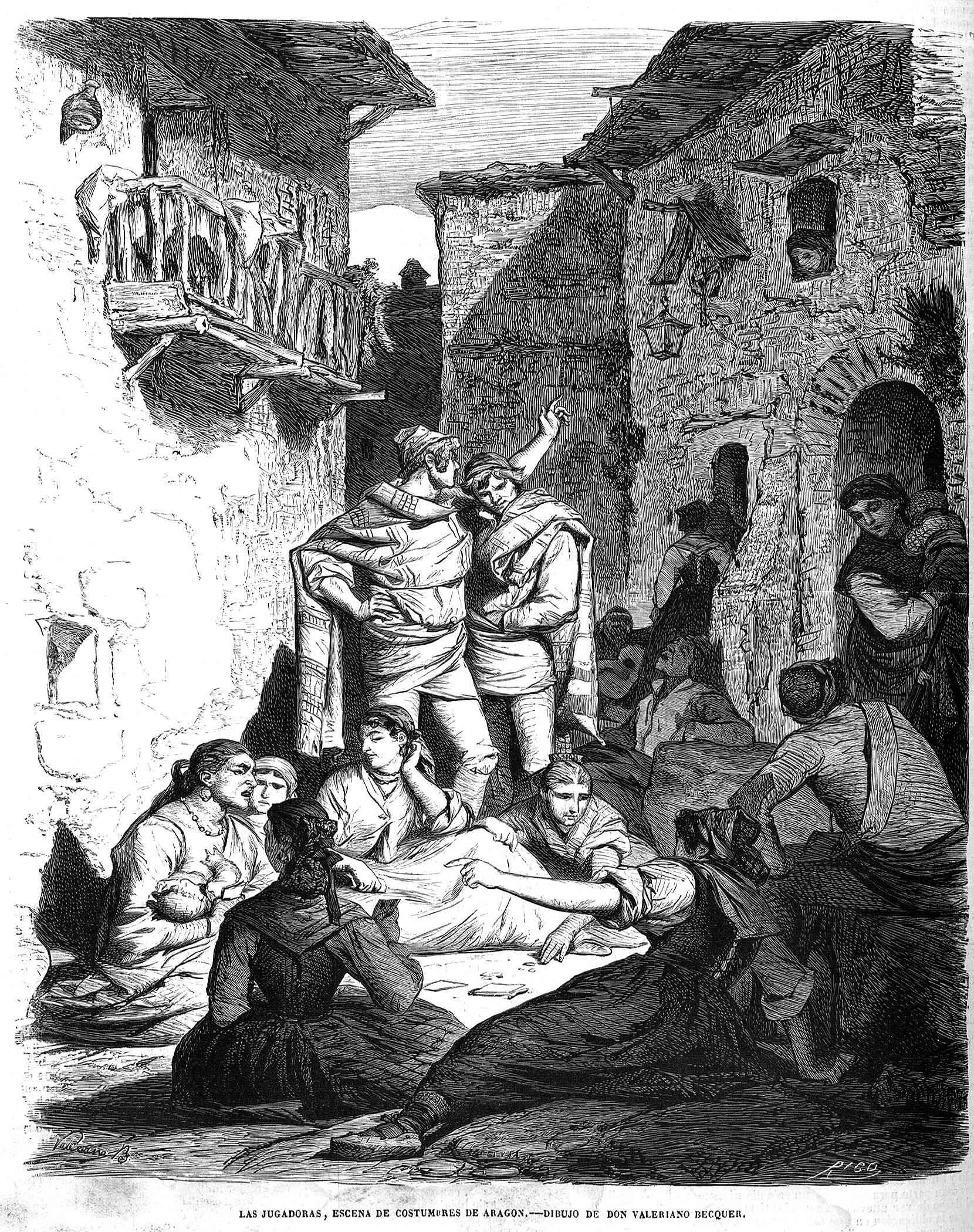
Las jugadoras (« les joueuses »), de Valeriano Domínguez Bécquer, dans El Museo Universal, juillet 1865 ; gravure signée « Rico ».

Les critiques de son temps, vers 1868, voyaient dans son œuvre un manque d'attention dans l'utilisation matérielle de la gravure, la portant toute sur le dessin.